# Première circonscription de l'Hérault
La première circonscription de l'Hérault est l'une des 9 circonscriptions législatives françaises que compte le département de l'Hérault (34) situé en région Occitanie.

## Description géographique et démographique

### De 1958 à 1986
Le département avait cinq circonscriptions.
La première circonscription de l'Hérault était composée de :
- canton de Castries
- canton de Lunel
- canton de Mauguio
- canton de Montpellier-1
- canton de Montpellier-2

Source : Journal Officiel du 13-14 octobre 1958.

### Depuis 1988
La première circonscription de l'Hérault a été créée par le découpage électoral de la loi no 86-1197 du 24 novembre 1986, et regroupait les cantons suivants : Lattes, Montpellier-1, Montpellier-4, Montpellier-5 et Montpellier-6.
Depuis l'ordonnance no 2009-935 du 29 juillet 2009, ratifiée par le Parlement français le 21 janvier 2010, elle regroupe une partie du canton de Lattes, les cantons Montpellier-4, Montpellier-5, Montpellier-6, Montpellier-8 et la commune de Villeneuve-lès-Maguelone.
Après le redécoupage des cantons de 2014, la première circonscription n'englobe plus qu'une partie du canton de Lattes (les communes de Lattes, Pérols, Saint-Jean-de-Védas et Lavérune), une partie des cantons Montpellier-4 et Montpellier-5 ainsi que la commune de Villeneuve-lès-Maguelone (canton de Pignan) et Palavas-les-Flots (canton de Mauguio) 
D'après le recensement général de la population en 2022, réalisé par l'Institut national de la statistique et des études économiques (INSEE), la population totale de cette circonscription est estimée à 133 409 habitants,.

| Nom                      | Code Insee | Intercommunalité                   | Superficie (km2) | Population (dernière pop. légale) | Densité (hab./km2) |
| ------------------------ | ---------- | ---------------------------------- | ---------------- | --------------------------------- | ------------------ |
| Lattes                   | 34129      | Montpellier Méditerranée Métropole | 27,83            | 17 592 (2022)                     | 632                |
| Lavérune                 | 34134      | Montpellier Méditerranée Métropole | 7,18             | 3 298 (2022)                      | 459                |
| Montpellier              | 34172      | Montpellier Méditerranée Métropole | 56,88            | 307 101 (2022)                    | 5 399              |
| Palavas-les-Flots        | 34192      | CA du Pays de l'Or                 | 2,38             | 6 007 (2022)                      | 2 524              |
| Pérols                   | 34198      | Montpellier Méditerranée Métropole | 6,01             | 9 541 (2022)                      | 1 588              |
| Saint-Jean-de-Védas      | 34270      | Montpellier Méditerranée Métropole | 12,89            | 13 300 (2022)                     | 1 032              |
| Villeneuve-lès-Maguelone | 34337      | Montpellier Méditerranée Métropole | 22,7             | 10 406 (2022)                     | 458                |

- fraction de la commune de Montpellier incluse dans la circonscription (anciens canton de Montpellier-5, Montpellier-6 et Montpellier 8) : 73 265 habitants

## Historique des députations
| Législature | Début de mandat | Fin de mandat  | Député               | Parti politique | Observations |
| ----------- | --------------- | -------------- | -------------------- | --------------- | --- |
| Ire         | 9 décembre 1958 | 9 octobre 1962 | Pierre Grasset-Morel | CNIP            | Maire de Lansargues Mandat écourté à la suite d'une dissolution parlementaire décidée par Charles de Gaulle. |
| IIe         | 6 décembre 1962 | 2 avril 1967   | Étienne Ponseillé    | RadSoc          | |
| IIIe        | 3 avril 1967    | 30 mai 1968    | Étienne Ponseillé    | RadSoc          | Mandat écourté à la suite d'une dissolution parlementaire décidée par Charles de Gaulle. |
| IVe         | 11 juillet 1968 | 1er avril 1973 | René Couveinhes      | RPR             | |
| Ve          | 2 avril 1973    | 2 avril 1978   | Georges Frêche       | PS              | Conseiller régional du languedoc-Roussillon |
| VIe         | 3 avril 1978    | 22 mai 1981    | Robert-Félix Fabre   | UDF             | Maire de Pérols Mandat écourté à la suite d'une dissolution parlementaire décidée par François Mitterrand. |
| VIIe        | 2 juillet 1981  | 1er avril 1986 | Georges Frêche       | PS              | Maire de Montpellier, Président de Montpellier District et conseiller régional du languedoc-Roussillon |
| IXe         | 23 juin 1988    | 1er avril 1993 | Willy Diméglio       | UDF             | Conseiller général du canton de Montpellier-1 |
| Xe          | 2 avril 1993    | 21 avril 1997  | Willy Diméglio,      | UDF,            | Conseiller général du canton de Montpellier-1 Mandat écourté à la suite d'une dissolution parlementaire décidée par Jacques Chirac.                                                                                 |
| XIe         | 12 juin 1997    | 18 juin 2002   | Gilbert Roseau,      | PS,             | Conseiller général du canton de Montpellier-6, adjoint au maire |
| XIIe        | 19 juin 2002    | 19 juin 2007   | Christian Jeanjean,  | UMP,            | Maire de Palavas-les-Flots |
| XIIIe       | 20 juin 2007    | 19 juin 2012   | Jacques Domergue     | UMP             | Conseiller régional |
| XIVe        | 20 juin 2012    | 20 juin 2017   | Jean-Louis Roumégas  | EELV            | Conseiller municipal de Montpellier |
| XVe         | 21 juin 2017    | 21 juin 2022   | Patricia Mirallès    | LREM            | Conseillère municipale de Montpellier |
| XVIe        | 22 juin 2022    | 9 juin 2024    | Patricia Mirallès    | RE              | Conseillère municipale de Montpellier Remplacée par son suppléant Philippe Sorez à la suite de sa nomination au gouvernement Mandat écourté à la suite d'une dissolution parlementaire décidée par Emmanuel Macron. |
| XVIIe       | 8 juillet 2024  | En cours       | Jean-Louis Roumégas  | LÉ              | |

## Historique des élections

### Élections de 1958
| Candidat       | Candidat                 | Parti          | Premier tour | Premier tour | Second tour | Second tour |  |
| Candidat       | Candidat                 | Parti          | Voix         | %            | Voix        | %           |  |
| -------------- | ------------------------ | -------------- | ------------ | ------------ | ----------- | ----------- |  |
|                | Pierre Grasset-Morel élu | CNIP           | 11 017       | 24,3         | 15 286      | 31,76       |  |
|                | Roger Sudre              | UNR            | 8 971        | 19,79        | 13 886      | 28,85       |  |
|                | Antonin Gros             | PCF            | 8 515        | 18,78        | 9 433       | 19,6        |  |
|                | Jean Léon                | SFIO           | 8 106        | 17,88        | 9 531       | 19,8        |  |
|                | Jean Zuccarelli          | Radsoc         | 7 427        | 16,38        | Retrait     | Retrait     |  |
|                | André Baron              | UFF            | 1 301        | 2,87         |             |             |  |
|                |                          |                |              |              |             |             |  |
| Inscrits       | Inscrits                 | Inscrits       | 64 071       | 100,00       | 64 034      | 100,00      |  |
| Abstentions    | Abstentions              | Abstentions    | 17 534       | 27,37        | 15 173      | 23,7        |  |
| Votants        | Votants                  | Votants        | 46 537       | 72,63        | 48 861      | 76,3        |  |
| Blancs et nuls | Blancs et nuls           | Blancs et nuls | 1 200        | 2,58         | 725         | 1,48        |  |
| Exprimés       | Exprimés                 | Exprimés       | 45 337       | 97,42        | 48 136      | 98,52       |  |

Le suppléant de Pierre Grasset-Morel était Louis Delbez.

### Élections de 1962
| Candidat       | Candidat                     | Parti          | Premier tour | Premier tour | Second tour | Second tour |  |
| Candidat       | Candidat                     | Parti          | Voix         | %            | Voix        | %           |  |
| -------------- | ---------------------------- | -------------- | ------------ | ------------ | ----------- | ----------- |  |
|                | Roger Sudre                  | UNR-UDT        | 11 991       | 27,35        | 16 630      | 35,64       |  |
|                | Pierre Grasset-Morel sortant | CNIP           | 10 044       | 22,91        | 11 213      | 24,03       |  |
|                | Pierre Ville                 | PCF            | 9 075        | 20,7         | 12          | 0,03        |  |
|                | Étienne Ponseillé élu        | Radsoc         | 6 773        | 15,45        | 18 805      | 40,3        |  |
|                | Raymond Chauliac             | SFIO           | 5 959        | 13,59        | Retrait     | Retrait     |  |
|                |                              |                |              |              |             |             |  |
| Inscrits       | Inscrits                     | Inscrits       | 68 631       | 100,00       | 69 011      | 100,00      |  |
| Abstentions    | Abstentions                  | Abstentions    | 23 730       | 34,58        | 21 179      | 30,69       |  |
| Votants        | Votants                      | Votants        | 44 901       | 65,42        | 47 832      | 69,31       |  |
| Blancs et nuls | Blancs et nuls               | Blancs et nuls | 1 059        | 2,36         | 1 172       | 2,45        |  |
| Exprimés       | Exprimés                     | Exprimés       | 43 842       | 97,64        | 46 660      | 97,55       |  |

Le suppléant d'Étienne Ponseillé était Pierre Vailhé, propriétaire viticulteur, maire de Popian.

### Élections de 1967
| Candidat       | Candidat                        | Parti                     | Premier tour | Premier tour | Second tour | Second tour |  |
| Candidat       | Candidat                        | Parti                     | Voix         | %            | Voix        | %           |  |
| -------------- | ------------------------------- | ------------------------- | ------------ | ------------ | ----------- | ----------- |  |
|                | Étienne Ponseillé sortant réélu | FGDS (Radical)            | 17 649       | 30,47        | 35 980      | 61,77       |  |
|                | Jean-Pierre Jeanlaurent         | RI                        | 15 140       | 26,14        | 22 271      | 38,23       |  |
|                | Pierre Ville                    | PCF                       | 12 181       | 21,03        | Retrait     | Retrait     |  |
|                | Emmanuel Temple                 | CD (PDM)                  | 6 543        | 11,3         |             |             |  |
|                | Lucien Franco                   | ARLP                      | 4 911        | 8,48         |             |             |  |
|                | Robert Thiéry                   | Divers droite (Gaulliste) | 847          | 1,46         |             |             |  |
|                | Georges Desmouliez              | Modérés                   | 651          | 1,12         |             |             |  |
|                |                                 |                           |              |              |             |             |  |
| Inscrits       | Inscrits                        | Inscrits                  | 78 611       | 100,00       | 78 592      | 100,00      |  |
| Abstentions    | Abstentions                     | Abstentions               | 19 234       | 24,47        | 18 399      | 23,41       |  |
| Votants        | Votants                         | Votants                   | 59 377       | 75,53        | 60 193      | 76,59       |  |
| Blancs et nuls | Blancs et nuls                  | Blancs et nuls            | 1 455        | 2,45         | 1 942       | 3,23        |  |
| Exprimés       | Exprimés                        | Exprimés                  | 57 922       | 97,55        | 58 251      | 96,77       |  |

Le suppléant d'Étienne Ponseillé était Pierre Vailhé.

### Élections de 1968
| Candidat       | Candidat                  | Parti          | Premier tour | Premier tour | Second tour | Second tour |  |
| Candidat       | Candidat                  | Parti          | Voix         | %            | Voix        | %           |  |
| -------------- | ------------------------- | -------------- | ------------ | ------------ | ----------- | ----------- |  |
|                | René Couveinhes élu       | UDR (URP)      | 18 921       | 31,96        | 29 436      | 51,15       |  |
|                | Étienne Ponseillé sortant | FGDS (Radical) | 14 375       | 24,28        | 28 112      | 48,85       |  |
|                | Pierre Ville              | PCF            | 10 041       | 16,96        | Retrait     | Retrait     |  |
|                | Robert Thiéry             | RI             | 10 008       | 16,91        | Retrait     | Retrait     |  |
|                | Henri Grillon             | Extrême droite | 3 114        | 5,26         |             |             |  |
|                | Pierre Antonini           | PSU            | 2 739        | 4,63         |             |             |  |
|                |                           |                |              |              |             |             |  |
| Inscrits       | Inscrits                  | Inscrits       | 77 864       | 100,00       | 77 860      | 100,00      |  |
| Abstentions    | Abstentions               | Abstentions    | 17 897       | 22,98        | 18 644      | 23,95       |  |
| Votants        | Votants                   | Votants        | 59 967       | 77,02        | 59 216      | 76,05       |  |
| Blancs et nuls | Blancs et nuls            | Blancs et nuls | 769          | 1,28         | 1 668       | 2,82        |  |
| Exprimés       | Exprimés                  | Exprimés       | 59 198       | 98,72        | 57 548      | 97,18       |  |

Le suppléant de René Couveinhes était Fernand Rouché, propriétaire viticulteur, maire du Crès.

### Élections de 1973
| Candidat       | Candidat                | Parti          | Premier tour | Premier tour | Second tour | Second tour |  |
| Candidat       | Candidat                | Parti          | Voix         | %            | Voix        | %           |  |
| -------------- | ----------------------- | -------------- | ------------ | ------------ | ----------- | ----------- |  |
|                | René Couveinhes sortant | UDR (URP)      | 24 217       | 35,93        | 34 662      | 49,36       |  |
|                | Georges Frêche élu      | PS (UGSD)      | 15 537       | 23,05        | 35 555      | 50,64       |  |
|                | Jacques Roux            | PCF            | 13 548       | 20,1         | Retrait     | Retrait     |  |
|                | Pierre Vailhé           | Rad (MR)       | 9 171        | 13,61        | Retrait     | Retrait     |  |
|                | André Troise            | FN             | 3 142        | 4,66         |             |             |  |
|                | Alain Marchand          | LCR            | 1 794        | 2,66         |             |             |  |
|                |                         |                |              |              |             |             |  |
| Inscrits       | Inscrits                | Inscrits       | 88 072       | 100,00       | 88 043      | 100,00      |  |
| Abstentions    | Abstentions             | Abstentions    | 19 411       | 22,04        | 15 946      | 18,11       |  |
| Votants        | Votants                 | Votants        | 68 661       | 77,96        | 72 097      | 81,89       |  |
| Blancs et nuls | Blancs et nuls          | Blancs et nuls | 1 252        | 1,82         | 1 880       | 2,61        |  |
| Exprimés       | Exprimés                | Exprimés       | 67 409       | 98,18        | 70 217      | 97,39       |  |

Le suppléant de Georges Frêche était Élie Rauzier, de Lunel.

### Élections de 1978
| Candidat       | Candidat               | Parti             | Premier tour | Premier tour | Second tour | Second tour |  |
| Candidat       | Candidat               | Parti             | Voix         | %            | Voix        | %           |  |
| -------------- | ---------------------- | ----------------- | ------------ | ------------ | ----------- | ----------- |  |
|                | François Delmas élu    | UDF (PR)          | 26 508       | 29,12        | 48 373      | 50,32       |  |
|                | Georges Frêche sortant | PS                | 24 783       | 27,22        | 47 755      | 49,68       |  |
|                | Jacques Roux           | PCF               | 15 140       | 16,63        | Retrait     | Retrait     |  |
|                | René Couveinhes        | RPR               | 14 480       | 15,9         | Retrait     | Retrait     |  |
|                | François Roux          | Divers écologiste | 4 359        | 4,79         |             |             |  |
|                | Bruno de Fabrègues     | Extrême droite    | 1 315        | 1,44         |             |             |  |
|                | Marie-Noëlle Gabolde   | Divers            | 1 177        | 1,29         |             |             |  |
|                | Alain Jamet            | FN                | 942          | 1,03         |             |             |  |
|                | André Baurin           | Divers droite     | 690          | 0,76         |             |             |  |
|                | Jacques Denost         | LO                | 609          | 0,67         |             |             |  |
|                | Geneviève Pelvet       | LCR               | 478          | 0,53         |             |             |  |
|                | René Michel            | CNIP              | 280          | 0,31         |             |             |  |
|                | Jean-Jacques Prunet    | Extrême gauche    | 280          | 0,31         |             |             |  |
|                |                        |                   |              |              |             |             |  |
| Inscrits       | Inscrits               | Inscrits          | 112 802      | 100,00       | 122 749     | 100,00      |  |
| Abstentions    | Abstentions            | Abstentions       | 20 568       | 18,23        | 24 787      | 20,19       |  |
| Votants        | Votants                | Votants           | 92 234       | 81,77        | 97 962      | 79,81       |  |
| Blancs et nuls | Blancs et nuls         | Blancs et nuls    | 1 193        | 1,29         | 1 834       | 1,87        |  |
| Exprimés       | Exprimés               | Exprimés          | 91 041       | 98,71        | 96 128      | 98,13       |  |

Le suppléant de François Delmas était Robert-Félix Fabre, maire de Pérols. Robert-Félix Fabre a remplacé François Delmas, nommé membre du gouvernement, du 7 mai 1978 au 22 mai 1981.

### Élections de 1981
| Candidat       | Candidat                | Parti          | Premier tour | Premier tour | Second tour | Second tour |  |
| Candidat       | Candidat                | Parti          | Voix         | %            | Voix        | %           |  |
| -------------- | ----------------------- | -------------- | ------------ | ------------ | ----------- | ----------- |  |
|                | François Delmas sortant | UDF (PR)       | 33 356       | 41,42        | 40 779      | 45,12       |  |
|                | Georges Frêche élu      | PS             | 30 799       | 38,24        | 49 608      | 54,88       |  |
|                | Jacques Roux            | PCF            | 10 325       | 12,82        |             |             |  |
|                | Yves Larbiou            | PSU            | 2 474        | 3,07         |             |             |  |
|                | Philippe de Parseval    | FN             | 2 140        | 2,66         |             |             |  |
|                | Vincent Calvo           | MRG            | 1 444        | 1,79         |             |             |  |
|                |                         |                |              |              |             |             |  |
| Inscrits       | Inscrits                | Inscrits       | 123 161      | 100,00       | 123 151     | 100,00      |  |
| Abstentions    | Abstentions             | Abstentions    | 41 597       | 33,77        | 30 805      | 25,01       |  |
| Votants        | Votants                 | Votants        | 81 564       | 66,23        | 92 346      | 74,99       |  |
| Blancs et nuls | Blancs et nuls          | Blancs et nuls | 1 026        | 1,26         | 1 959       | 2,12        |  |
| Exprimés       | Exprimés                | Exprimés       | 80 538       | 98,74        | 90 387      | 97,88       |  |

Le suppléant de Georges Frêche était Élie Rauzier.

### Élections de 1988
| Candidat       | Candidat                     | Parti          | Premier tour | Premier tour | Second tour | Second tour |  |
| Candidat       | Candidat                     | Parti          | Voix         | %            | Voix        | %           |  |
| -------------- | ---------------------------- | -------------- | ------------ | ------------ | ----------- | ----------- |  |
|                | André Vézinhet               | PS             | 13 601       | 38,43        | 18 949      | 47,77       |  |
|                | Willy Diméglio sortant réélu | UDF (PR) (URC) | 12 466       | 35,22        | 20 716      | 52,23       |  |
|                | Jean-Claude Martinez sortant | FN             | 6 951        | 19,64        |             |             |  |
|                | Jean-Claude Biau             | PCF            | 2 372        | 6,7          |             |             |  |
|                |                              |                |              |              |             |             |  |
| Inscrits       | Inscrits                     | Inscrits       | 58 014       | 100,00       | 58 007      | 100,00      |  |
| Abstentions    | Abstentions                  | Abstentions    | 22 045       | 38           | 17 461      | 30,1        |  |
| Votants        | Votants                      | Votants        | 35 969       | 62           | 40 546      | 69,9        |  |
| Blancs et nuls | Blancs et nuls               | Blancs et nuls | 579          | 1,61         | 881         | 2,17        |  |
| Exprimés       | Exprimés                     | Exprimés       | 35 390       | 98,39        | 39 665      | 97,83       |  |

Le suppléant de Willy Diméglio était Michel Vaillat, maire de Lattes, conseiller général du canton de Montpellier-5.

### Élections de 1993
| Candidat       | Candidat                     | Parti          | Premier tour | Premier tour | Second tour | Second tour |  |
| Candidat       | Candidat                     | Parti          | Voix         | %            | Voix        | %           |  |
| -------------- | ---------------------------- | -------------- | ------------ | ------------ | ----------- | ----------- |  |
|                | Willy Diméglio sortant réélu | UDF (PR)       | 14 661       | 39,44        | 20 819      | 70,71       |  |
|                | Alain Jamet                  | FN             | 6 763        | 18,2         | 8 625       | 29,29       |  |
|                | Josette Claverie             | PS (ADFP)      | 6 246        | 16,8         |             |             |  |
|                | Christophe Morales           | GÉ (EÉ)        | 3 966        | 10,67        |             |             |  |
|                | Marylise Blanc               | PCF            | 2 443        | 6,57         |             |             |  |
|                | Colette Boquet               | LT-LNÉ         | 1 094        | 2,94         |             |             |  |
|                | Nathalie Piquemal            | LCR            | 687          | 1,85         |             |             |  |
|                | Monique Veissier             | Divers droite  | 479          | 1,29         |             |             |  |
|                | Philippe Augé                | MDR            | 394          | 1,06         |             |             |  |
|                | André Troise                 | AP             | 257          | 0,69         |             |             |  |
|                | Michel Plantié               | PLN            | 179          | 0,48         |             |             |  |
|                |                              |                |              |              |             |             |  |
| Inscrits       | Inscrits                     | Inscrits       | 60 589       | 100,00       | 60 591      | 100,00      |  |
| Abstentions    | Abstentions                  | Abstentions    | 21 324       | 35,19        | 24 036      | 39,67       |  |
| Votants        | Votants                      | Votants        | 39 265       | 64,81        | 36 555      | 60,33       |  |
| Blancs et nuls | Blancs et nuls               | Blancs et nuls | 2 096        | 5,34         | 7 111       | 19,45       |  |
| Exprimés       | Exprimés                     | Exprimés       | 37 169       | 94,66        | 29 444      | 80,55       |  |

Le suppléant de Willy Diméglio était Michel Vaillat.

### Élections de 1997
| Candidat       | Candidat               | Parti             | Premier tour | Premier tour | Second tour | Second tour |  |
| Candidat       | Candidat               | Parti             | Voix         | %            | Voix        | %           |  |
| -------------- | ---------------------- | ----------------- | ------------ | ------------ | ----------- | ----------- |  |
|                | Willy Diméglio sortant | UDF (PR)          | 11 377       | 29,31        | 17 801      | 42,15       |  |
|                | Gilbert Roseau élu     | PS                | 10 214       | 26,31        | 18 682      | 44,23       |  |
|                | Jean-Claude Martinez   | FN                | 7 765        | 20           | 5 751       | 13,62       |  |
|                | Marylise Blanc         | PCF               | 3 058        | 7,88         |             |             |  |
|                | Jean-Louis Roumégas    | Les Verts         | 1 786        | 4,6          |             |             |  |
|                | Alain Voyer            | Extrême gauche    | 1 355        | 3,49         |             |             |  |
|                | Jean Pierre Cartaut    | LDI (MPF)         | 872          | 2,25         |             |             |  |
|                | Pierre Nicon           | Divers            | 678          | 1,75         |             |             |  |
|                | David Hermet           | LCR               | 605          | 1,56         |             |             |  |
|                | Gérard Straumann       | Divers écologiste | 493          | 1,27         |             |             |  |
|                | Thierry Frutz          | US4J              | 425          | 1,09         |             |             |  |
|                | André Betis            | Divers gauche     | 116          | 0,3          |             |             |  |
|                | Michèle Grandcollot    | PLN               | 77           | 0,2          |             |             |  |
|                |                        |                   |              |              |             |             |  |
| Inscrits       | Inscrits               | Inscrits          | 60 859       | 100,00       | 60 857      | 100,00      |  |
| Abstentions    | Abstentions            | Abstentions       | 20 554       | 33,77        | 17 227      | 28,31       |  |
| Votants        | Votants                | Votants           | 40 305       | 66,23        | 43 630      | 71,69       |  |
| Blancs et nuls | Blancs et nuls         | Blancs et nuls    | 1 484        | 3,68         | 1 396       | 3,2         |  |
| Exprimés       | Exprimés               | Exprimés          | 38 821       | 96,32        | 42 234      | 96,8        |  |

La suppléante de Gilbert Roseau était Françoise Vallette-Viallard, maire adjointe de Pérols.

### Élections de 2002
| Candidat       | Candidat               | Parti             | Premier tour | Premier tour | Second tour | Second tour |  |
| Candidat       | Candidat               | Parti             | Voix         | %            | Voix        | %           |  |
| -------------- | ---------------------- | ----------------- | ------------ | ------------ | ----------- | ----------- |  |
|                | Gilbert Roseau sortant | PS                | 12 641       | 28,88        | 18 331      | 45,73       |  |
|                | Christian Jeanjean élu | UMP (RPF)         | 11 607       | 26,52        | 21 751      | 54,27       |  |
|                | Alain Jamet            | FN                | 6 623        | 15,13        |             |             |  |
|                | Willy Diméglio         | UDF               | 5 885        | 13,45        |             |             |  |
|                | Jean-Louis Roumégas    | Les Verts         | 2 887        | 6,6          |             |             |  |
|                | David Hermet           | LCR               | 1 152        | 2,63         |             |             |  |
|                | René Lopez             | LT-LNÉ            | 625          | 1,43         |             |             |  |
|                | Brigitte Moulin        | LO                | 398          | 0,91         |             |             |  |
|                | Marie-Claire Arnoux    | CPNT              | 355          | 0,81         |             |             |  |
|                | René Graverot          | MNR               | 325          | 0,74         |             |             |  |
|                | Joël Léost             | Divers écologiste | 294          | 0,67         |             |             |  |
|                | Jean-Marie Giner       | Divers écologiste | 250          | 0,57         |             |             |  |
|                | Hélène Sol             | S&P               | 243          | 0,56         |             |             |  |
|                | Magali Avril           | ND                | 176          | 0,4          |             |             |  |
|                | Anne-Jacqueline Corral | MPF               | 145          | 0,33         |             |             |  |
|                | Éric Bon               | GÉ                | 114          | 0,26         |             |             |  |
|                | Marc Legrand           | Divers gauche     | 46           | 0,11         |             |             |  |
|                |                        |                   |              |              |             |             |  |
| Inscrits       | Inscrits               | Inscrits          | 67 665       | 100,00       | 67 664      | 100,00      |  |
| Abstentions    | Abstentions            | Abstentions       | 23 010       | 34,01        | 25 624      | 37,87       |  |
| Votants        | Votants                | Votants           | 44 655       | 65,99        | 42 040      | 62,13       |  |
| Blancs et nuls | Blancs et nuls         | Blancs et nuls    | 889          | 1,99         | 1 958       | 4,66        |  |
| Exprimés       | Exprimés               | Exprimés          | 43 766       | 98,01        | 40 082      | 95,34       |  |

La suppléante de Christian Jeanjean était Marie-Laure Anselme-Martin, pharmacien d'établissement hospitalier, conseillère municipale de Montpellier.

### Élections de 2007
| Candidat       | Candidat                       | Parti          | Premier tour | Premier tour | Second tour | Second tour |  |
| Candidat       | Candidat                       | Parti          | Voix         | %            | Voix        | %           |  |
| -------------- | ------------------------------ | -------------- | ------------ | ------------ | ----------- | ----------- |  |
|                | Jacques Domergue sortant réélu | UMP            | 18 880       | 42,49        | 23 094      | 52,2        |  |
|                | Michel Guibal                  | PS             | 12 442       | 28           | 21 149      | 47,8        |  |
|                | Marc Dufour                    | UDF–MoDem      | 3 375        | 7,6          |             |             |  |
|                | Jean-Louis Roumégas            | Les Verts      | 2 311        | 5,2          |             |             |  |
|                | Alain Jamet                    | FN             | 2 093        | 4,71         |             |             |  |
|                | David Hermet                   | LCR            | 1 459        | 3,28         |             |             |  |
|                | Michel Passet                  | PCF            | 985          | 2,22         |             |             |  |
|                | François Vasquez               | MÉI            | 637          | 1,40         |             |             |  |
|                | Alain Begoc                    | MPF            | 394          | 0,89         |             |             |  |
|                | Louise Barnéoud                | LT-LNÉ         | 382          | 0,86         |             |             |  |
|                | Patrice Boccadifuoco           | CPNT           | 348          | 0,78         |             |             |  |
|                | Brigitte Moulin                | LO             | 320          | 0,72         |             |             |  |
|                | Arlette Bertomeu               | Divers         | 293          | 0,66         |             |             |  |
|                | Marc Masson                    | MNR            | 207          | 0,47         |             |             |  |
|                | Denis Cantournet               | Régionaliste   | 159          | 0,36         |             |             |  |
|                | Jean-Pierre Galtier            | Divers gauche  | 142          | 0,32         |             |             |  |
|                | Marielle Raoux                 | Divers         | 2            | 0            |             |             |  |
|                |                                |                |              |              |             |             |  |
| Inscrits       | Inscrits                       | Inscrits       | 76 675       | 100,00       | 76 676      | 100,00      |  |
| Abstentions    | Abstentions                    | Abstentions    | 31 551       | 41,15        | 31 025      | 40,46       |  |
| Votants        | Votants                        | Votants        | 45 124       | 58,85        | 45 651      | 59,54       |  |
| Blancs et nuls | Blancs et nuls                 | Blancs et nuls | 695          | 1,54         | 1 408       | 3,08        |  |
| Exprimés       | Exprimés                       | Exprimés       | 44 429       | 98,46        | 44 243      | 96,92       |  |

### Élections de 2012
| Candidat       | Candidat                      | Parti                    | Premier tour | Premier tour | Second tour | Second tour |  |
| Candidat       | Candidat                      | Parti                    | Voix         | %            | Voix        | %           |  |
| -------------- | ----------------------------- | ------------------------ | ------------ | ------------ | ----------- | ----------- |  |
|                | Christian Jeanjean            | UMP                      | 12 133       | 26,63        | 21 266      | 49,90       |  |
|                | Jean-Louis Roumégas élu       | EÉLV (PS)                | 12 096       | 26,55        | 21 354      | 50,10       |  |
|                | Alain Jamet                   | RBM (FN)                 | 8 254        | 18,12        |             |             |  |
|                | Cyril Meunier                 | Divers gauche            | 5 781        | 12,69        |             |             |  |
|                | Frédérique Thonnat            | FG (Divers gauche) (PCF) | 3 253        | 7,14         |             |             |  |
|                | Charles Khoury                | diss. PS                 | 1 120        | 2,46         |             |             |  |
|                | Martine Plane                 | CpF (MoDem)              | 672          | 1,47         |             |             |  |
|                | Patrice Drevet                | PRV                      | 637          | 1,40         |             |             |  |
|                | Gaëlle Coulon                 | LT-LNÉ                   | 502          | 1,10         |             |             |  |
|                | Francis Viguie                | NPA (ALT)                | 307          | 0,67         |             |             |  |
|                | Géraldine Mena Heredia        | AÉI                      | 304          | 0,67         |             |             |  |
|                | Joëlle Comte                  | DLR                      | 252          | 0,55         |             |             |  |
|                | Jean-Baka Domelevo Entfellner | LO                       | 150          | 0,33         |             |             |  |
|                | José Tur                      | LdM                      | 100          | 0,22         |             |             |  |
|                |                               |                          |              |              |             |             |  |
| Inscrits       | Inscrits                      | Inscrits                 | 79 113       | 100,00       | 79 107      | 100,00      |  |
| Abstentions    | Abstentions                   | Abstentions              | 32 836       | 41,51        | 34 417      | 43,51       |  |
| Votants        | Votants                       | Votants                  | 46 277       | 58,49        | 44 690      | 56,49       |  |
| Blancs et nuls | Blancs et nuls                | Blancs et nuls           | 716          | 1,55         | 2 070       | 4,63        |  |
| Exprimés       | Exprimés                      | Exprimés                 | 45 561       | 98,45        | 42 620      | 95,37       |  |

### Élections de 2017
Les élections législatives françaises de 2017 ont eu lieu les dimanches 11 et 18 juin 2017.
|                                                                           | |                           |                           |                          |                          |
|                                                                           | | Premier tour 11 juin 2017 | Premier tour 11 juin 2017 | Second tour 18 juin 2017 | Second tour 18 juin 2017 |
|                                                                           | |                           |                           |                          |                          |
|                                                                           | | Nombre                    | % des inscrits            | Nombre                   | % des inscrits           |
| Inscrits                                                                  | Inscrits | 84 645                    | 100,00                    | 84 644                   | 100,00                   |
| Abstentions                                                               | Abstentions                                                                                                   | 44 233                    | 52,26                     | 50 651                   | 59,84                    |
| Votants                                                                   | Votants | 40 412                    | 47,74                     | 33 993                   | 40,16                    |
|                                                                           | |                           | % des votants             |                          | % des votants            |
| Bulletins blancs                                                          | Bulletins blancs                                                                                              | 721                       | 1,78                      | 2 886                    | 8,49                     |
| Bulletins nuls                                                            | Bulletins nuls                                                                                                | 185                       | 0,46                      | 849                      | 2,50                     |
| Suffrages exprimés                                                        | Suffrages exprimés                                                                                            | 39 506                    | 97,76                     | 30 258                   | 89,01                    |
|                                                                           | |                           |                           |                          |                          |
| Candidat Étiquette politique (partis et alliances)                        | Candidat Étiquette politique (partis et alliances)                                                            | Voix                      | % des exprimés            | Voix                     | % des exprimés           |
|                                                                           | |                           |                           |                          |                          |
|                                                                           | Patricia Mirallès La République en marche !                                                                   | 13 481                    | 34,12                     | 19 877                   | 65,69                    |
|                                                                           | France Jamet Front national                                                                                   | 6 644                     | 16,82                     | 10 381                   | 34,31                    |
|                                                                           | Julien Colet La France insoumise                                                                              | 6 163                     | 15,60                     |                          |                          |
|                                                                           | Jean-Louis Roumégas (député sortant) Europe Écologie Les Verts (Parti socialiste - Parti communiste français) | 4 228                     | 10,70                     |                          |                          |
|                                                                           | Joseph Francis Union des démocrates et indépendants (Les Républicains)                                        | 3 836                     | 9,71                      |                          |                          |
|                                                                           | Michel Moxin Divers droite (Rassemblement pour la France)                                                     | 1 738                     | 4,40                      |                          |                          |
|                                                                           | Frédéric Bort Divers gauche                                                                                   | 1 149                     | 2,91                      |                          |                          |
|                                                                           | Fabienne Albarran Debout la France                                                                            | 614                       | 1,55                      |                          |                          |
|                                                                           | Valérie Garnier Divers (Parti animaliste)                                                                     | 499                       | 1,26                      |                          |                          |
|                                                                           | William Gomez Divers gauche (Nouvelle Donne)                                                                  | 338                       | 0,86                      |                          |                          |
|                                                                           | Nicolas Miray Divers (Union populaire républicaine)                                                           | 311                       | 0,79                      |                          |                          |
|                                                                           | Morgane Lachiver Lutte ouvrière                                                                               | 216                       | 0,55                      |                          |                          |
|                                                                           | Laurent Pithon Extrême droite (Union des Patriotes)                                                           | 205                       | 0,52                      |                          |                          |
|                                                                           | Alain Visseq Extrême gauche (Parti ouvrier indépendant démocratique)                                          | 84                        | 0,21                      |                          |                          |
| Source : Ministère de l'Intérieur - Première circonscription de l'Hérault | |                           |                           |                          |                          |

### Élections de 2022
| Résultats des élections législatives des 12 et 19 juin 2022 de la 1re circonscription de l'Hérault |                          |                          |                          |              |              |             |             |
| Candidat                                                                                           | Candidat                 | Parti et coalition       | Nuance                   | Premier tour | Premier tour | Second tour | Second tour |
| Candidat                                                                                           | Candidat                 | Parti et coalition       | Nuance                   | Voix         | %            | Voix        | %           |
| | Julien Colet             | LFI (NUPES)              | NUP                      | 10 943       | 26,94        | 17 463      | 47,45       |
| | Patricia Mirallès        | TDP (ENS)                | ENS                      | 10 087       | 24,83        | 19 338      | 52,55       |
| | France Jamet             | RN                       | RN                       | 8 360        | 20,58        |             |             |
| | Florian Depret           | PRG (PS diss.)           | RDG                      | 3 289        | 8,10         |             |             |
| | Florence Médina          | REC                      | REC                      | 2 523        | 6,21         |             |             |
| | Eric Chaveroche          | LR (UDC)                 | LR                       | 1 466        | 3,61         |             |             |
| | Vincent Rivet-Martel     | MHAN (TUPLV)             | ECO                      | 1 178        | 2,90         |             |             |
| | Michel Moxin             | SE                       | DVD                      | 1 044        | 2,57         |             |             |
| | Victor Alzingre          | LP (UPF)                 | DSV                      | 475          | 1,17         |             |             |
| | Jean-Philippe Cournet    | PA                       | ECO                      | 397          | 0,98         |             |             |
| | Patrice Boccadifuoco     | LMR                      | DVD                      | 292          | 0,72         |             |             |
| | Morgane Lachiver         | LO                       | DXG                      | 192          | 0,47         |             |             |
| | Eva Roussel              | POC (R&PS)               | REG                      | 185          | 0,46         |             |             |
| | Sylvie Trousselier       | POID                     | DXG                      | 150          | 0,37         |             |             |
| | Hugo Leboon              | SE                       | DIV                      | 41           | 0,10         |             |             |
| Votes valides                                                                                      | Votes valides            | Votes valides            | Votes valides            | 40 622       | 98,05        | 36 801      | 90.81       |
| Votes blancs                                                                                       | Votes blancs             | Votes blancs             | Votes blancs             | 603          | 1,46         | 2731        | 6.74        |
| Votes nuls                                                                                         | Votes nuls               | Votes nuls               | Votes nuls               | 205          | 0,49         | 995         | 2.46        |
| Total                                                                                              | Total                    | Total                    | Total                    | 41 430       | 100          | 40 527      | 100         |
| Abstention                                                                                         | Abstention               | Abstention               | Abstention               | 48 659       | 54,01        | 49 579      | 55.02       |
| Inscrits / participation                                                                           | Inscrits / participation | Inscrits / participation | Inscrits / participation | 90 089       | 45,99        | 90 106      | 44.98       |

### Élections de 2024
Député sortant : Philippe Sorez (Renaissance - Territoires de progrès), élu en 2022 en tant que suppléant de Patricia Mirallès (Renaissance - Territoires de progrès)
| Candidat                 | Candidat                 | Parti et coalition       | Nuance                   | Premier tour | Premier tour | Second tour | Second tour |
| Candidat                 | Candidat                 | Parti et coalition       | Nuance                   | Voix         | %            | Voix        | %           |
| ------------------------ | ------------------------ | ------------------------ | ------------------------ | ------------ | ------------ | ----------- | ----------- |
|                          | Josyan Oliva             | RÀD (RN)                 | UXD                      | 20 891       | 34,11        | 25 868      | 44,81       |
|                          | Jean-Louis Roumégas      | LÉ (NFP)                 | UG                       | 20 851       | 34,04        | 31 864      | 55,19       |
|                          | Patricia Mirallès        | RE - TdP (ENS)           | ENS                      | 13 806       | 22,54        | Retrait     | Retrait     |
|                          | Éric Chaveroche          | LR (UDC)                 | LR                       | 2 626        | 4,29         |             |             |
|                          | Stéphanie Lévy           | Cap21 (TUPV)             | DVD                      | 1 479        | 2,41         |             |             |
|                          | Alexandre Arguel         | REC                      | REC                      | 1 104        | 1,80         |             |             |
|                          | Morgane Lachiver         | LO                       | EXG                      | 491          | 0,80         |             |             |
|                          |                          |                          |                          |              |              |             |             |
| Votes valides            | Votes valides            | Votes valides            | Votes valides            | 61 248       | 97,82        | 57 732      | 92,82       |
| Votes blancs             | Votes blancs             | Votes blancs             | Votes blancs             | 1 024        | 1,64         | 3 534       | 5,68        |
| Votes nuls               | Votes nuls               | Votes nuls               | Votes nuls               | 339          | 0,54         | 934         | 1,50        |
| Total                    | Total                    | Total                    | Total                    | 62 611       | 100          | 62 200      | 100         |
| Abstention               | Abstention               | Abstention               | Abstention               | 28 757       | 31,47        | 29 174      | 31,93       |
| Inscrits / participation | Inscrits / participation | Inscrits / participation | Inscrits / participation | 91 368       | 68,53        | 91 374      | 68,07       |

#### Département de l'Hérault
- La fiche de l'INSEE de cette circonscription : « Tableaux et Analyses de la première circonscription de l'Hérault », sur insee.fr, site de l'Institut national de la statistique et des études économiques (consulté le 10 juin 2007) [PDF]

- « Tous les députés du département de l'Hérault depuis 1789 », sur assemblee-nationale.fr, site de l'Assemblée nationale française (consulté le 10 juin 2007)

- « Informations contentieuses sur le département de l'Hérault (Élections législatives de 2002) »(Archive.org • Wikiwix • Archive.is • Google • Que faire ?), sur conseil-constitutionnel.fr, site du Conseil constitutionnel (consulté le 13 juin 2007)

#### Circonscriptions en France
- « Carte des circonscriptions législatives en France », sur assemblee-nationale.fr, site de l'Assemblée nationale française (consulté le 10 juin 2007)

- « Résultats électoraux officiels en France »(Archive.org • Wikiwix • Archive.is • Google • Que faire ?), sur interieur.gouv.fr, site du ministère de l'Intérieur (France) (consulté le 13 juin 2007)

- Description et Atlas des circonscriptions électorales de France sur http://www.atlaspol.com, Atlaspol, site de cartographie géopolitique, consulté le 13 juin 2007.